# Џеј О. Сандерс
Џеј Олкат Сандерс (енгл. Jay Olcutt Sanders; рођен 16. априла 1953. у Остину, Тексас), амерички је позоришни, филмски, и ТВ глумац.
Најпознатији по улогама у филмовима Џ.Ф.К. (1991), Светлост дана (1996), Пољуби девојке (1997), Зелени фењер (2011) и серији Ред и закон: Злочиначке намере. Често се појављује у оф-Бродвеј представама у њујоршком јавном позоришту.